# Pertusaria cicatricosa
Pertusaria cicatricosa är en lavart som beskrevs av Müll. Arg. Pertusaria cicatricosa ingår i släktet Pertusaria och familjen Pertusariaceae.   Inga underarter finns listade i Catalogue of Life.